# Знаки особливих приписів
Знаки особливих приписів — дорожні знаки згідно з розділом «E» Віденської конвенції про дорожні знаки та сигнали.
Зазвичай мають прямокутну форму і синій фон зі світлими символами або написами.

## Приклади

Дорога з одностороннім рухом
Смуга для руху маршрутних транспортних засобів
Житлова зона
Пішохідна зона